# 지요다정 (지바현)
지요다정(千代田町)은 지바현 인바군에 존재했던 정이다. 현재의 요쓰카이도시, 사쿠라시에 해당한다.

## 역사
- 1889년 4월 1일 - 정촌제 시행으로 인바군 지요다촌(千代田村)이 발족.
- 1940년 12월 23일 - 지요다촌이 정제 시행으로 지요다정(千代田町)이 됨.
- 1955년 3월 10일 - 지요다정과 아사히촌이 합병하여, 요쓰카이도정이 발족.
- 1957년 1월 1일 - 구 지요다정의 일부 지역이 사쿠라시에 편입.

## 교통

### 철도
- 국철 (→ JR동일본)
  - 소부 본선